# República Autónoma Socialista Soviética de Daguestán
La República Autónoma Socialista Soviética de Daguestán (en ruso: Дагестанская Автономная Советская Социалистическая Республика, Daguestánskaya Avtonómnaya Soviétskaya Sotsialistícheskaya Respúblika), fue una república autónoma de la antigua Unión Soviética dentro de la República Socialista Federativa Soviética de Rusia. Esta entidad montañosa era conocida por resguardar más de treinta nacionalidades o grupos étnicos.

Mapa del Cáucaso soviético.

Aunque las autoridades soviéticas favorecieron ampliamente la enseñanza de varias lenguas locales (tales que el avar, el cumuco, el lezgiano o el lak), a fin de debilitar cualquier movimiento pantúrquico o panislámico, el ruso constituía la principal segunda lengua de la región, ampliamente hablado en las zonas urbanas, y era de oficio la lengua franca.
En 1991, la RASS de Daguestán se convirtió en la República de Daguestán, sujeto federal de la Federación de Rusia.
Un objeto celeste menor, (2297) Daguestán, descubierto en 1978 por el astrónomo soviético Nikolái Chernyj, toma su nombre de la RASS.